# جوكا ماكيلا
جوكا ماكيلا (بالفنلندية: Jukka Mäkelä)‏ هو سياسي فنلندي، ولد في 7 يوليو 1960 في إسبو في فنلندا. حزبياً، نشط في حزب الائتلاف الوطني الفنلندي. وقد انتخب municipal manager ‏ إسبو (2011 – ) وانتخب عضو برلمان فنلندا ‏ عن دائرة أوسيما ‏ (21 مارس 2007 – 18 أكتوبر 2010).